# Temple Neuf (Metz)
Il Temple Neuf (in lingua italiana Tempio Nuovo), anche noto come Nouveau Temple protestant  (in lingua italiana Nuovo Tempio protestante) è una chiesa riformata di Metz, in Francia, avente denominazione luterana.
Il tempio fu costruito tra il 1901 ed il 1904, ossia durante l'appartenenza di Metz all'Impero tedesco.

## Storia

### Contesto storico
All'indomani dell'annessione di Metz all'Impero tedesco, nel 1871, le autorità tedesche diedero impulso ad un processo di rinnovamento urbanistico della città, volto a germanizzare Metz e a farne una vetrina del guglielminismo.
A questo scopo, tra la fine del XIX secolo e l'inizio del XX secolo, una volta abbattute le antiche fortificazioni cittadine, fu progettato a sud del centro storico un nuovo quartiere, chiamato Neue Stadt (ossia, città nuova), poco dopo ribattezzato Quartiere imperiale. In analogia a quanto fatto con l'omonimo Neustadt di Strasburgo, il quartiere si caratterizzò per la rottura con lo stile architettonico francese e quindi con l'anima antica (e, appunto, francese) della città, a favore di un maggior eclettismo che favorì l'apparizione di edifici in stile neoromanico, neogotico, neobarocco e neorinascimentale, ed in sostituzione del tipico giallo della pietra di Jaumont, caratteristico di Metz, come materiale da costruzione si cominciò ad usare arenaria rossa o grigia.

### Costruzione

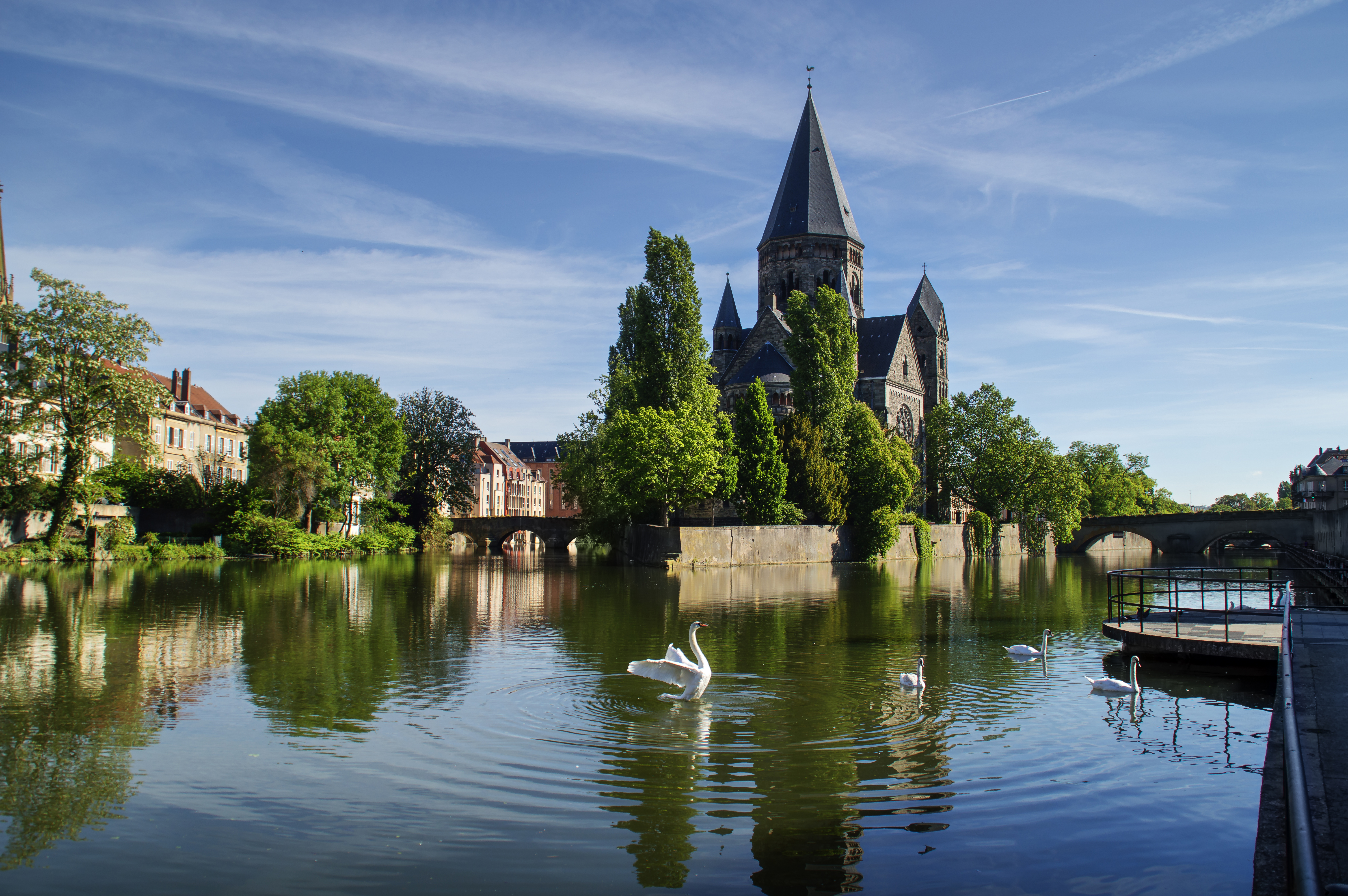
Il Tempio Nuovo ed il giardino dell'Amore visti dalla Mosella.

Il 4 febbraio 1898 il consiglio municipale di Metz, con l'approvazione del kaiser Guglielmo II, accordò alla comunità riformata della città il permesso di edificare un tempio dedicato all'esercizio del loro culto.
Come luogo fu scelto un terreno all'estremità dell'isola di Petit-Saulcy, lungo il corso della Mosella, che dava su place de la Comédie e sul Teatro dell'Opera. La sua posizione lo avrebbe reso visibile da ogni lato del fiume, e quindi gli avrebbe conferito un ruolo centrale all'interno del paesaggio urbano. Su quel terreno però dal 1739 sorgeva un giardino di salici, chiamato Giardino dell'Amore. La decisione di sacrificare parte del giardino suscitò sgomento e disappunto nella popolazione, che si rivolse con una petizione allo stesso imperatore affinché impedisse i lavori, senza che la richiesta fosse però accolta.
Della realizzazione del progetto si occupò l'architetto Conrad Wahn, architetto capo di Metz dal 1887. Wahn, che aveva già lavorato a numerosi progetti a Metz, presentò varie proposte: alla fine, fu quella che prevedeva la costruzione di un edificio in stile neoromanico renano ad essere selezionata dallo stesso Guglielmo II.
I lavori ebbero ufficialmente inizio il 25 novembre 1901 alla presenza del governatore dell'Alsazia-Lorena, Ermanno di Hohenlohe-Langenburg, e si conclusero all'inizio del 1904. Il 14 maggio dello stesso anno, Guglielmo II e sua moglie, l'imperatrice Augusta-Vittoria, inaugurarono il tempio.

## Descrizione

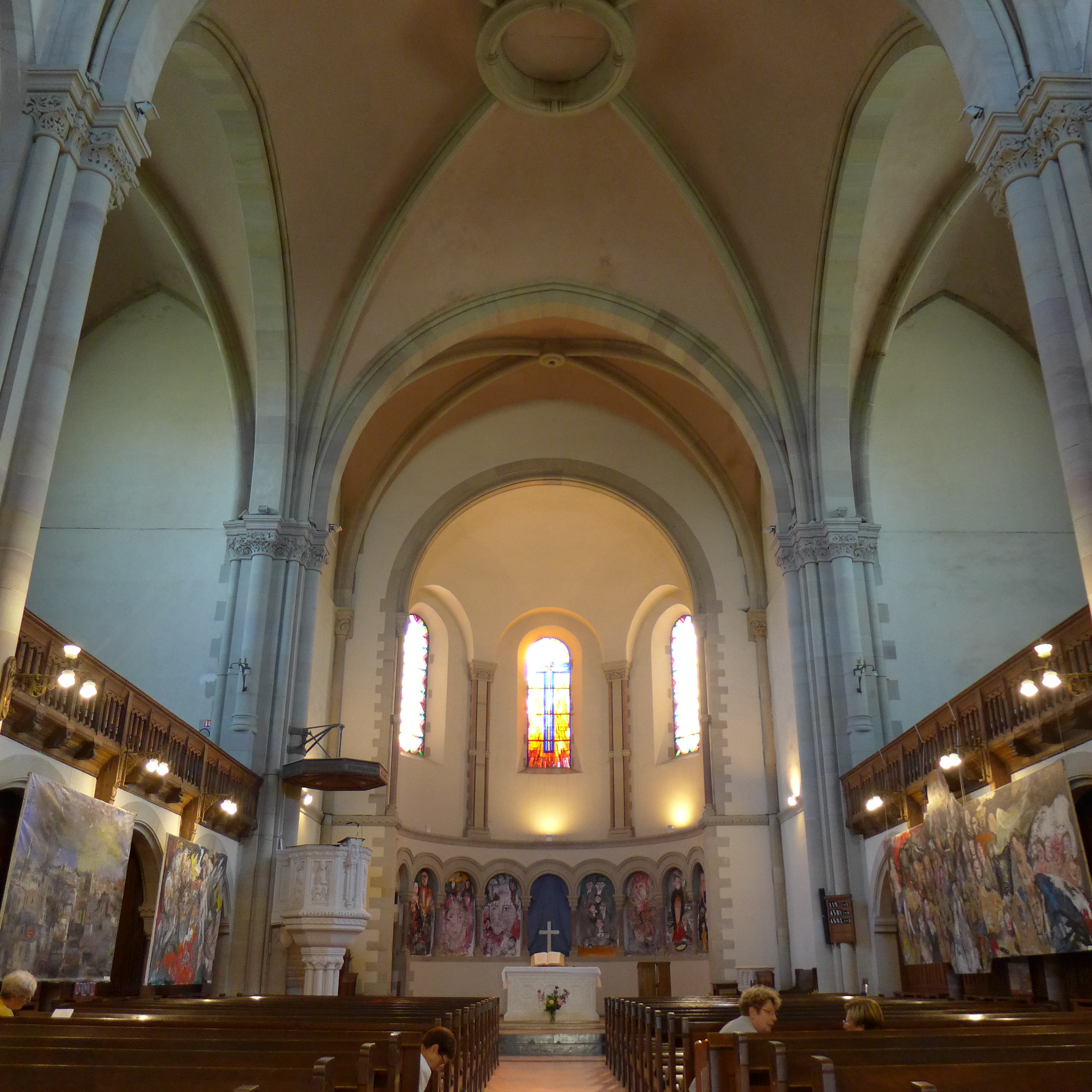
Interno del Temple Neuf.

Il Temple Neuf è stato realizzato in stile neoromanico renano. Il suo architetto, Conrad Wahn, si ispirò alle chiese romaniche dell'XI e XII secolo della valle del Reno, in particolare alla cattedrale di Spira e a quella di Worms.
L'edificio, alto 53 metri e largo 26, presenta una navata centrale a due campate. Il transetto è più largo, mentre il coro è chiuso da un'abside a semicerchio. Il tempio è inoltre sormontato da cinque torri: una torre nolare è posta sopra il transetto, mentre due torri campanarie si trovano lungo la facciata.
Sia l'abside del coro che la facciata principale ed il transetto sono messi in risalto da delle piccole gallerie ad arcate, mentre la superficie dei muri è decorata con archetti pensili, in francese anche noti come bande lombarde.
Il portale d'ingresso è sormontato da colonne i cui capitelli sono decorati con rappresentazioni dei quattro evangelisti attorno all'agnello mistico. Il coro, infine, è sormontato da un arco a tutto sesto.
Il tempio fu costruito in arenaria grigia, e questo, insieme allo stile volontariamente lontano da quello classico del Teatro dell'Opera, fu visto dai francesi di Metz come un affronto ed una rottura con la tradizione locale.
Sulla cantoria in controfacciata si trova l'organo a canne, costruito da Ernest Muhleisen nel 1971 riutilizzando la cassa dello strumento precedente, realizzato nel 1903 dalla ditta Dalstein-Haerpfer. A trasmissione integralmente meccanica, dispone di 52 registri; la sua consolle, a finestra, ha tre tastiere e pedaliera.